# Bandera de Fuentidueña
La bandera de Fuentidueña es el símbolo más importante de Fuentidueña, municipio de la provincia de Segovia, comunidad autónoma de Castilla y León, en España. 

## Descripción
La bandera de Fuentidueña fue oficializada el 25 de septiembre de 2014, y su descripción heráldica es:

«Paño de proporciones 1/1, ancho por largo. Partida por mitad vertical, al asta, en campo rojo un menguante de plata y el tercio al borde inferior de plata, al batiente, en campo azul, una muralla con puerta entre dos torres, todo de oro y en lo bajo una fuente de oro.»
Boletín Oficial de Castilla y León nº 48/2015